# Canyon Monterey

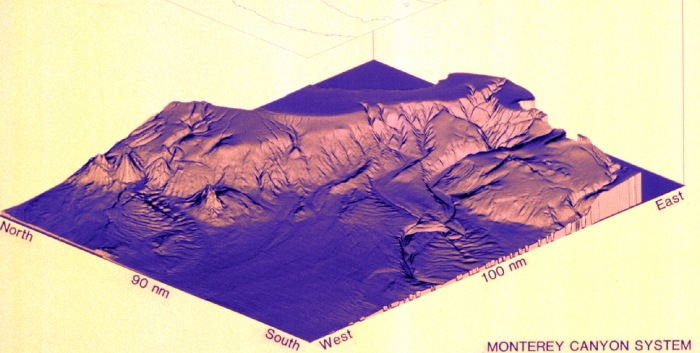
Immagine 3-D elaborata a computer da rilievi NOAA, del canyon sottomarino di Monterey

Il canyon Monterey o “Canyon sottomarino di Monterey” è un canyon sottomarino nella baia di Monterey (California). È oggetto di continui studi da parte degli scienziati del Monterey Bay Aquarium Research Institute, i Moss Landing Marine Laboratories e altri istituti oceanografici.
Il Canyon di Monterey inizia nel Moss Landing (36,80°N 121,79°W), nel centro della Monterey Bay, e si estende approssimativamente 95 miglia verso l'Oceano pacifico (fino a circa 36,4°N 122,62°W) dove termina nella conoide di Monterey, raggiungendo la sua massima profondità, superiore ai 3600 m. Benché il fondale del canyon è a circa 2 miglia sotto il livello del mare, la profondità reale del canyon è solo 1 miglio circa, comparabile a quella del Grand Canyon. Il canyon è solo una parte del Monterey Bay Canyon System, che consiste nei canyon, Soquel e Carmel oltre al Monterey. La sua profondità e la disponibilità di nutrimento (dovuto al regolare afflusso di sedimenti ricchi di nutrimento) lo rende un habitat adatto per molte forme di vita marina.
Alcuni ricercatori credono che il canyon potrebbe essere un residuo del antica foce del fiume Colorado prima della formazione del Golfo della California apertosi circa 8 milioni di anni fa. Altri credono che potrebbe essere un residuo della foce di un fiume prosciugato che scorreva nella Central Valley, magari sfociando nel bacino di Los Angeles. Nel corso del tempo il canyon si è spostato verso nord dalla sua posizione originaria a causa dell'azione della faglia di Sant'Andrea, si ritiene che era collocato approssimativamente all'altezza di Santa Barbara. Canyon sottomarini simili esistono alla foce di altri grandi fiumi sparsi nel mondo, come ad esempio il canyon del fiume Hudson. Al giorno d'oggi non vi sono grandi fiumi che si immettono nel Monterey Canyon, per questo si è supposto che venne realizzato da un fiume esistente nel passato. Le tracce delle sue origini si trovano dovunque alla base del canyon in un enorme letto sedimentario chiamato conoide di Monterey (Monterey Fan).
Questa conoide appare essere troppo massiccia per essersi accumulata solo per mezzo dei moderni ruscelli costieri.
È attualmente in corso la ricerca di campioni alla base della conoide; fino ad oggi, sono stati rinvenuti solo sedimenti recenti. Quelli più antichi sono ancora da rinvenire a causa della profondità a cui sono sepolti.